# Regeringsmededeling
Een regeringsmededeling is de in Vlaanderen gebruikte term voor een officiële mededeling van de regering op de Vlaamse publieke omroep om de bevolking te informeren over zaken van algemeen belang.

## Vlaanderen
Het "decreet van 27 maart 2009 betreffende radio-omroep en televisie" verplicht de VRT om maximaal vijftien minuten per maand mededelingen uit te zenden van de Vlaamse Regering, het Vlaams Parlement en de ministers en de staatssecretarissen van het Brussels Hoofdstedelijk Gewest.  Voor regeringsmededelingen gelden er een aantal specifiek voorwaarden: Zo wordt een mededeling  maar 1 keer gratis uitgezonden per VRT-net, vlak na een hoofdjournaal.  Bovendien mogen er twee maanden voor de verkiezingen geen mededelingen meer worden uitgezonden, tenzij voor dringende gevallen. Ze moeten dan puur zakelijk zijn, en er mogen geen ministers, staatssecretarissen of parlementsleden in beeld komen.
Alhoewel de VRT de regeringsmededelingen gratis moet uitzenden, vallen de kosten voor het maken van zo'n boodschap volledig ten laste van de aanvrager.  Voor en na de uitzending moet duidelijk aangegeven worden dat het om een mededeling van de Vlaamse overheid of van de overheid van het Brussels Hoofdstedelijk Gewest gaat.

### Geschiedenis
Regeringsmededelingen bestaan al sinds het prille begin van de uitzendingen van de openbare omroep in België.  Oorspronkelijk bestond een regeringsmededeling uit een minister die in een plechtstatig soort Nederlands het volk toesprak over politieke aangelegenheden.  Dat kon gaan over het aankondingen van nieuwe belastingen, het verduidelijken van complexe beleidsbeslissingen, of andere zaken van algemeen belang. Dergelijke boodschappen werden vlak na het journaal uitgezonden en konden tot een half uur of langer duren. Alhoewel ze ernstig bedoeld waren, kwamen ze af en toe onbedoeld hilarisch over. Later evolueerden de regeringsmededelingen tot een soort promotiefilmpjes van en over de federale en nadien de Vlaamse overheid.
Tot op vandaag is de VRT nog steeds verplicht om regeringsmededelingen uit te zenden, maar de Vlaamse overheid maakt er tegenwoordig nog nauwelijks gebruik van.  Het Vlaams Parlement heeft echter wel nog steeds een Controlecommissie voor Regeringsmededelingen die advies geeft bij het opstellen van mededelingen en klachten behandelt.